# Paradrino laevicula
Paradrino laevicula är en tvåvingeart som först beskrevs av Louis-Paul Mesnil 1951.  Paradrino laevicula ingår i släktet Paradrino och familjen parasitflugor. Inga underarter finns listade i Catalogue of Life.